# Acanthomyops nearcticus
Acanthomyops nearcticus é uma espécie de inseto do gênero Acanthomyops, pertencente à família Formicidae.